# Josep Raich
Josep Raich Garriga (Molins de Rei, 28 augustus 1913 - Barcelona, 25 juli 1988) was een Spaans voetballer. Hij speelde als middenvelder.

## Clubvoetbal
Raich begon als voetballer bij Joventuts Católiques de Molins de Rei en vervolgens speelde hij tussen 1934 en 1945 244 wedstrijden voor FC Barcelona, waarin de middenvelder vijftig doelpunten maakte. Tijdens de Spaanse Burgeroorlog speelde Raich tijdelijk in Frankrijk, net als onder meer Domènec Balmanya, Josep Escolà, Josep Samitier en Ricardo Zamora. Hij keerde in 1940 terug naar FC Barcelona. Raich beëindigde zijn loopbaan in 1945 nadat hij met Barça de Spaanse landstitel had gewonnen.

## Nationaal elftal
Riach speelde eenmaal voor het Spaans nationaal elftal, op 28 december 1941 tegen Zwitserland.